# San Felíu Saserra
San Felíu Saserra (en catalán y oficialmente, Sant Feliu Sasserra) es un municipio de la provincia de Barcelona, en la comarca del Llusanés y es limítrofe con las comarcas del Bages, Bergadá y Moyanés.

## Demografía
San Felíu Saserra cuenta con una población de 629 habitantes (INE 2024).
| Gráfica de evolución demográfica de San Felíu Saserra entre 1842 y 2021 |
| |
| Población de derecho según los censos de población del INE. Población de hecho según los censos de población del INE.En estos censos se denominaba San Feliú de Saserra: 1842, 1857, 1860, 1910, 1920, 1930, 1940, 1950, 1960, 1970 y 1981. En estos censos se denominaba San Felío Saserra: 1877, 1887, 1897 y 1900. |

| 1900 | 1930 | 1950 | 1970 | 1981 | 1986 |
| ---- | ---- | ---- | ---- | ---- | ---- |
| 559  | 691  | 672  | 591  | 674  | 633  |

## Lugares de interés
- Casa del Consell, de estilo gótico, antigua sede de la subveguería del Llusanés.
- Iglesia de San Felíu, de estilo gótico, con portal románico.

## Enlaces externos

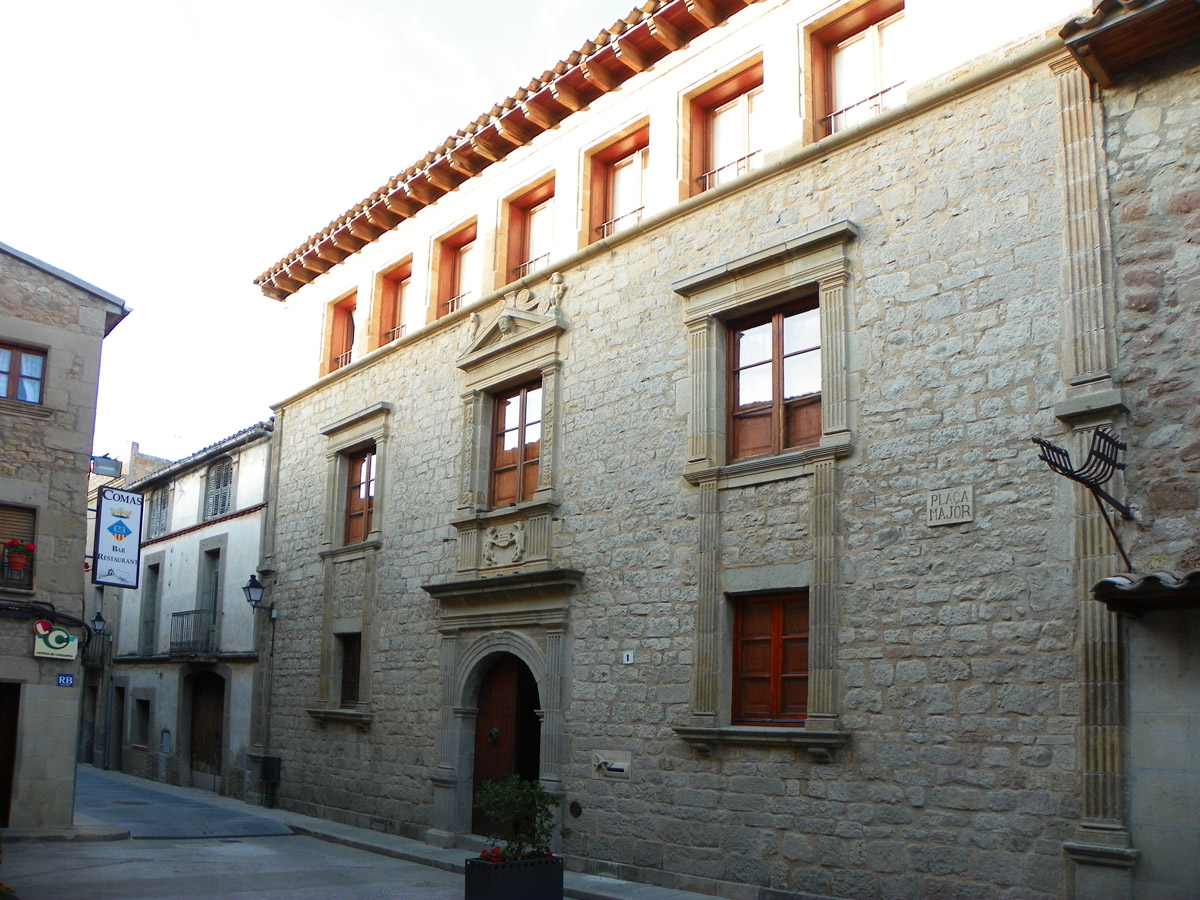
Ayuntamiento.
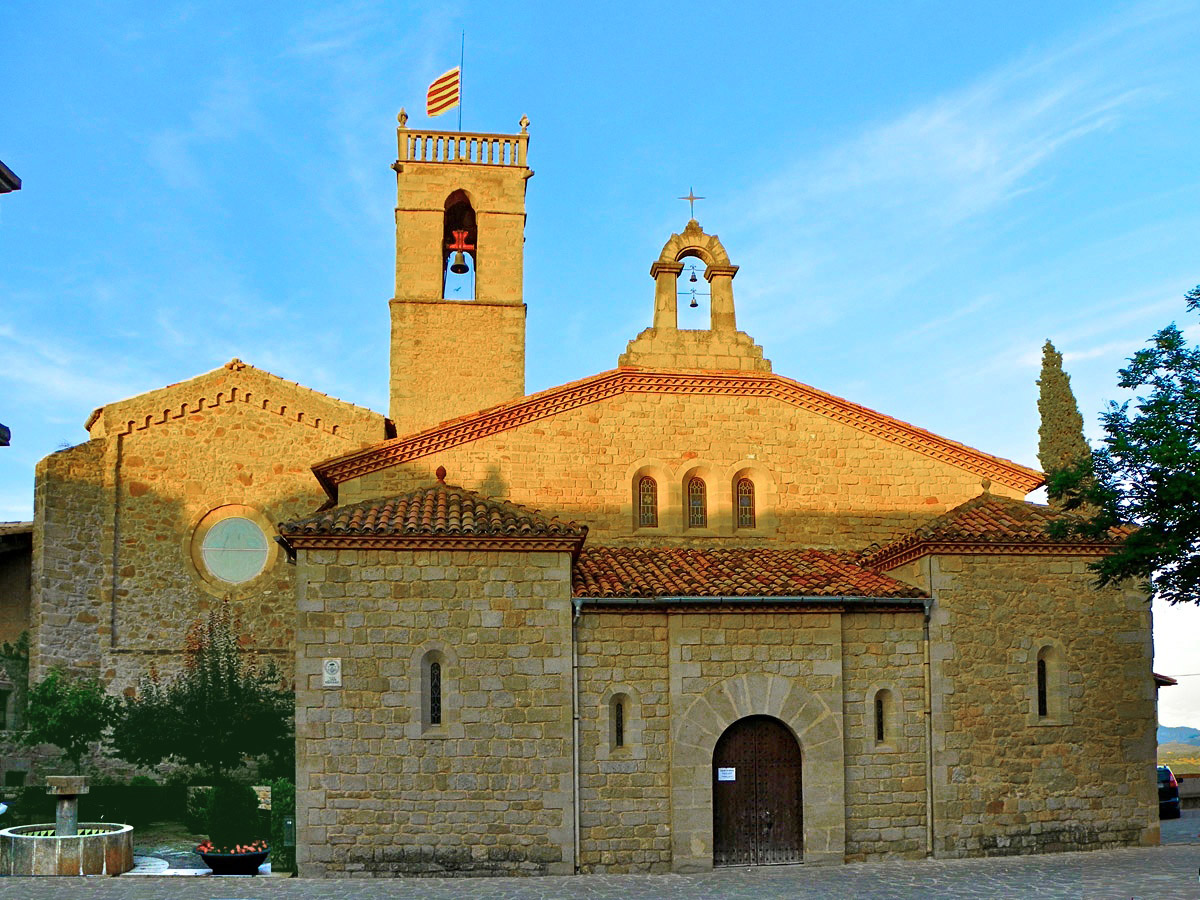
Iglesia de Sant Feliu.
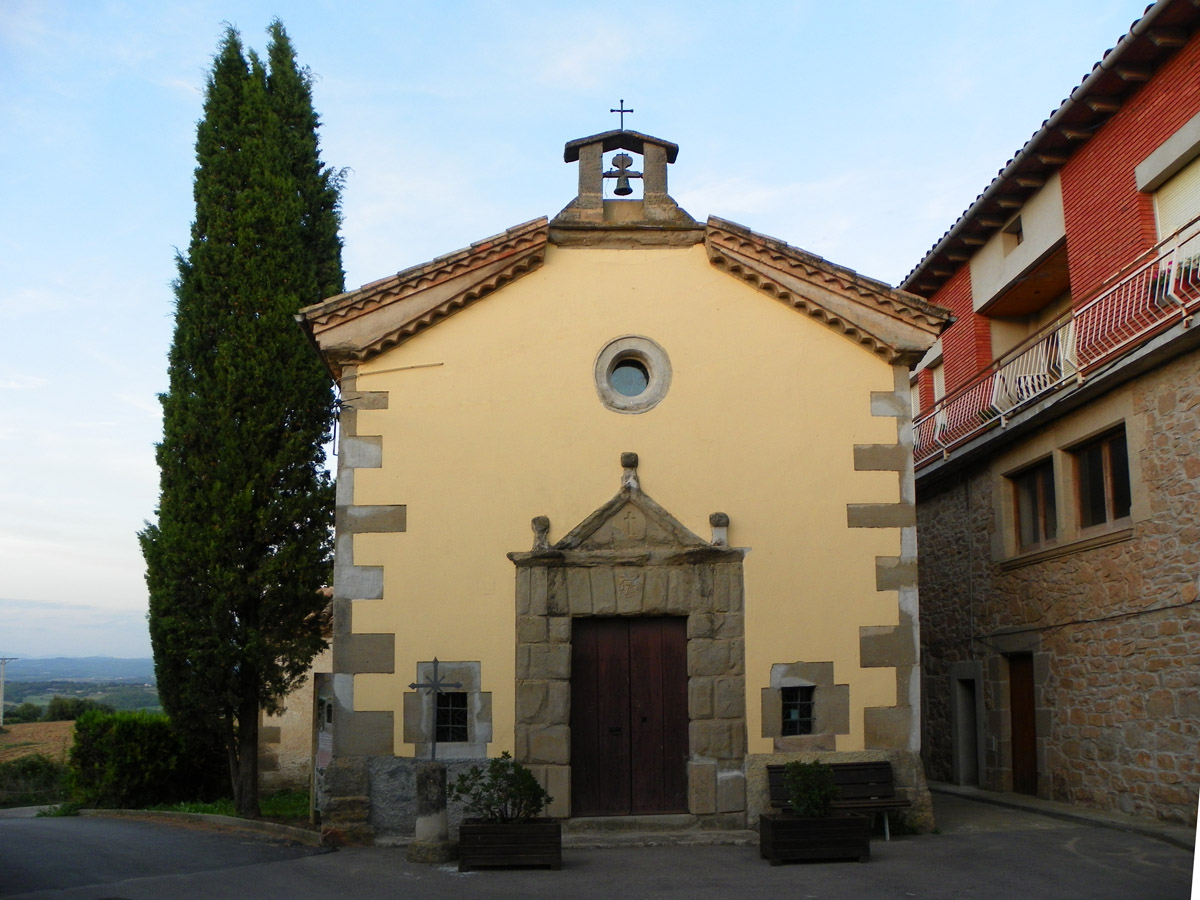
Ermita de la Magdalena.